# Allabogdanita
L'allabogdanita és un mineral de la classe dels elements natius. S'anomena així per Alla Bogdanova, geòloga del Centre de Ciència de Kola, depenent de l'Acadèmia russa de les Ciències.

## Característiques
L'allabogdanita és un mineral de la classe dels elements natius de fórmula química (Fe,Ni)₂P. Cristal·litza en el sistema ortoròmbic. La seva duresa a l'escala de Mohs és 5 a 6.
Segons la classificació de Nickel-Strunz, l'allabogdanita pertany a «01.BD - Fosfurs» juntament amb els següents minerals: schreibersita, niquelfosfur, barringerita, monipita, florenskiïta, andreyivanovita i melliniïta.

## Formació i jaciments
Se sol trobar en plessita, un intercreixement de taenita i kamacita. Normalment associada a taenita, schreibersita,	kamacita, grafit i awaruita.